# Reb Brown
Reb Brown (Robert Brown) est un acteur américain, né le 29 avril 1948 à Los Angeles, Californie (États-Unis). Il est surtout connu pour ses rôles dans Space Mutiny, Yor, le chasseur du futur, Captain America et Captain America 2.

## Filmographie
- 1973 : SSSSnake
- 1973 : Owen Marshall: Counselor at Law
- 1973 : The Girl Most Likely to...
- 1974 : Kojak
- 1974 : Docteur Marcus Welby
- 1974 : La loi (en) (The Law)
- 1974 : Emergency!
- 1975 : Let's Switch!
- 1975 : Dossiers brûlants
- 1975 : L'Homme qui valait trois milliards
- 1975 : Strange New World
- 1975 : 200 dollars plus les frais (The Rockford Files)
- 1976 : Six Characters in Search of an Author
- 1977 : Chico and the Man
- 1977 : The Hardy Boys/Nancy Drew Mysteries
- 1977 : Chips
- 1977 : Happy Days (série télévisée)Happy Days - Les Jours heureux
- 1978 : What Really Happened to the Class of '65?
- 1978 : L'Île fantastique
- 1978 : Les Têtes brûlées
- 1978 : The Ted Knight Show
- 1978 : Graffiti Party
- 1978 : Colorado
- 1979 : Captain America
- 1979 : Hardcore
- 1979 : Fast Break (en)
- 1979 : Captain America 2 (Captain America II: Death Too Soon)
- 1979 : Three's Company
- 1980 : Brave New World
- 1980 : Alice (dsérie télévisée)
- 1980 : Drôle de vie (série télévisée)
- 1981 : La croisière s'amuse
- 1981 : Goldie and the Boxer Go to Hollywood
- 1981 : Bosom Buddies
- 1982 : L'Épée sauvage
- 1982 : Quincy
- 1983 : Yor, le chasseur du futur
- 1983 : Retour vers l'enfer
- 1984 : L'École des héros
- 1985 : Hurlements 2
- 1986 : Death of a Soldier
- 1987 : Deux Flics à Miami (série télévisée)
- 1987 : Strike Commando : Section d'assaut
- 1988 : Robowar - Robot da guerra
- 1988 : Mercenary Fighters
- 1988 : Distant Thunder de Rick Rosenthal
- 1988 : White Ghost
- 1988 : The Firing Line
- 1988 : Space Mutiny
- 1989 : Cage
- 1990 : L'ultimo volo all'inferno
- 1990 : Street Hunter
- 1991 : Le Vol de l'Intruder
- 1994 : Cage 2 : l'arène de la mort
- 1995 : Hercule (Hercules: The Legendary Journeys) (série télévisée)
- 1997 : The Deli
- 1998 : Players, les maîtres du jeu

## Prix et nominations
Reb Brown a reçu une nomination aux AFI Award pour le meilleur acteur principal pour le film Death of a Soldier en 1986. Il fut aussi en nomination aux Razzie Award dans la catégorie Pire révélation pour son rôle dans Yor, le chasseur du futur.